# Korpsarzt
Der Korpsarzt war im deutschen Heer der ärztlich-technische Berater des Generalkommandos eines (Armee-)Korps sowie ausführende Stelle für alle dortigen den Gesundheits- und Sanitätsdienst betreffenden Maßregeln.
Dem Range nach war der Korpsarzt meist ein Generalarzt. Er stand an der Spitze des Sanitätsamts und zwar sowohl unmittelbar unter dem Kommandierenden General einerseits und dem Generalstabsarzt andererseits.
Die Korpsärzte des königlich-sächsischen 12. und 19. sowie des 13. königlich-württembergischen Korps leiteten das Sanitätskorps unabhängig vom Generalstabsarzt der Armee.
Der Korpsarzt des österreichisch-ungarischen Heeres (Sanitätschef des Korpskommandos) waren Oberstabsärzte 1. Klasse, seltener Generalstabsärzte.